# میخایو شیشکا
میخایو شیشکا (انگلیسی: Mykhaylo Shyshka؛ زادهٔ ۵ ژوئیهٔ ۱۹۹۴) بازیکن فوتبال اهل اوکراین است.
از باشگاه‌هایی که در آن بازی کرده‌است می‌توان به باشگاه فوتبال ریتریای اشاره کرد.
وی همچنین در تیم‌های ملی فوتبال Ukraine national under-17 football team, Ukraine national under-18 football team, Ukraine national under-19 football team، و زیر ۲۱ سال اوکراین بازی کرده‌است.